# Only The Young
«Only the Young» — песня американского автора-исполнителя Тейлор Свифт, выпущенная в качестве саундтрека к документальному фильму «Мисс Американа» при лейбле Republic Records. Это совместно написанная и спродюсированная Тейлор Свифт и Джоэлом Литтлом песня протеста, поднимающая вопросы насилия с применением оружия и массовых расстрелов в учебных заведениях.

## Участники записи
- Тейлор Свифт — вокал, текст песни, продюсирование
- Джоэл Литтл — продюсирование, текст песни, программирование, звуковой инженер, клавишные
- Эмми Литтл — бэк-вокал
- Лила Литтл — бэк-вокал
- Сербан Генеа — микширование
- Джон Хейнс — микширование
- Джон Руни — ассистент звукозаписи[2]

## Коммерческий успех
После выхода, песня возглавила Billboard Hot Digital Songs, став рекордной 19 песней для Свифт, возглавившей данный чарт. Песня вошла в чарты некоторых стран, включая США, Канаду, Австралию, Великобританию и Новую Зеландию.